# تلیموماب آریتوکس
تلیموماب آریتوکس (انگلیسی: Telimomab aritox) یک آنتی بادی منوکلونال موشی است که نوعی داروی سرکوب کننده ایمنی می‌باشد. این آنتی بادی به زنجیره A پروتئین رایسین متصل می‌شود.

## بیماری‌های مرتبط
لوسمی لنفوسیتیک مزمن (CLL)

## کاربردها
این ترکیب تنها در پژوهش‌های آزمایشگاهی مورد استفاده بوده و دارای کاربردهای تشخیصی یا درمانی در انسان نمی‌باشد.